# Sulejman Maliqati
Sulejman Maliqati (Kavajë, Reino de Albania, 1 de agosto de 1928-5 de octubre de 2022) fue un futbolista albanés que jugaba en la posición de guardameta donde destacó en el FK Partizani. Una de sus características fue que nunca utilizaba guantes.

## Carrera

### Club
| Periodo   | Club           |
| --------- | -------------- |
| 1947–1950 | KS Besa Kavajë |
| 1950–1964 | KF Partizani   |

### Selección nacional
Debutó con Albania en septiembre de 1950 en un partido amistoso ante Hungría, disputando cinco partidos con selección nacional, teniendo su última aparición en junio de 1963 en la clasificación para la Eurocopa 1964 ante Dinamarca.

## Vida personal
Su hijo Agim Maliqati también fue guardameta y jugó en los equipos KF Vllaznia y Lokomotiva Durrës. Agim murió el 1 de mayo de 2012 a los cincuenta y un años.

## Logros
Partizani
- Kategoria Superiore (7): 1954, 1957, 1958, 1959, 1961, 1963, 1964.